# Andreas Isaksson
Andreas Isaksson (Trelleborg, 3 oktober 1981) is een Zweeds voormalig doelman in het betaald voetbal. In maart 2002 debuteerde Isaksson in het Zweeds voetbalelftal, waarvoor hij 133 interlands speelde.

## Clubcarrière
Isaksson speelde in zijn jeugd bij VV Activia. In 1999 stapte hij over naar Trelleborgs FF waarvoor hij zijn debuut maakte op nationaal topniveau. Hij werd toen direct gecontracteerd door Juventus FC, waar ook Edwin van der Sar destijds speelde. Isaksson speelde enkel wedstrijden in het jeugdteam van Juventus en ging na twee jaar terug naar Zweden, naar Djurgårdens IF.
Na nog vier jaar in de Zweedse competitie gespeeld te hebben ging Isaksson in 2004 naar het Stade Rennais. Daar stond hij in tweeënhalf seizoen 62 keer onder de lat. Halverwege het seizoen 2006/07 maakte hij de overstap naar Manchester City. Daarvoor speelde hij twintig wedstrijden, maar had hij te kampen met blessures en had geen basisplaats. Op 2 juli 2008 tekende hij een contract dat hem voor vier jaar verbond aan PSV, als vervanger van de toen net naar Tottenham Hotspur vertrokken Heurelho da Silva Gomes. In die vier jaar speelde Isaksson vrijwel onafgebroken als eerste doelman. Een overstap naar de Turkse club Kasımpaşa volgde. In zijn eerste twee seizoenen in de Süper Lig was hij eerste doelman, maar sinds begin 2015 werd hij steeds meer gebruikt als reserve.

## Clubstatistieken
| Seizoen         | Club            | Competitie      | Duels | Doelp. |
| --------------- | --------------- | --------------- | ----- | ------ |
| 1999            | Trelleborg      | Allsvenskan     | 11    | 0      |
| 1999/00         | Juventus        | Serie A         | 0     | 0      |
| 2000/01         | Juventus        | Serie A         | 0     | 0      |
| 2001            | Djurgårdens     | Allsvenskan     | 22    | 0      |
| 2002            | Djurgårdens     | Allsvenskan     | 20    | 0      |
| 2003            | Djurgårdens     | Allsvenskan     | 26    | 0      |
| 2004            | Djurgårdens     | Allsvenskan     | 7     | 0      |
| 2004/05         | Stade Rennais   | Ligue 1         | 38    | 0      |
| 2005/06         | Stade Rennais   | Ligue 1         | 24    | 0      |
| 2006/07         | Stade Rennais   | Ligue 1         | 0     | 0      |
| 2006/07         | Manchester City | Premier League  | 14    | 0      |
| 2007/08         | Manchester City | Premier League  | 5     | 0      |
| 2008/09         | PSV             | Eredivisie      | 33    | 0      |
| 2009/10         | PSV             | Eredivisie      | 34    | 0      |
| 2010/11         | PSV             | Eredivisie      | 34    | 0      |
| 2011/12         | PSV             | Eredivisie      | 22    | 0      |
| 2012/13         | Kasımpaşa       | Süper Lig       | 34    | 0      |
| 2013/14         | Kasımpaşa       | Süper Lig       | 32    | 0      |
| 2014/15         | Kasımpaşa       | Süper Lig       | 25    | 0      |
| 2015/16         | Kasımpaşa       | Süper Lig       | 13    | 0      |
| 2016            | Djurgårdens IF  | Allsvenskan     | 7     | 0      |
| 2017            | Djurgårdens IF  | Allsvenskan     | 29    | 0      |
| 2018            | Djurgårdens IF  | Allsvenskan     | 24    | 0      |
| Carrière Totaal | Carrière Totaal | Carrière Totaal | 454   | 0      |

## Interlandcarrière
Isaksson debuteerde in maart 2002 tegen Zwitserland in het Zweeds voetbalelftal. Voor Zweden was hij doelman tijdens onder meer het Europees kampioenschap voetbal 2004, het wereldkampioenschap voetbal 2006, het Europees kampioenschap 2008 en het EK 2012. Op het WK 2006 miste hij alleen de achtste finale tegen Duitsland vanwege een blessure. Op 12 oktober 2012 speelde Isaksson zijn honderdste interland voor Zweden, een WK-kwalificatiewedstrijd tegen de Faeröer (1–2 winst). Op 11 mei 2016 selecteerde bondscoach Erik Hamrén hem voor zijn vijfde interlandtoernooi, het Europees kampioenschap voetbal 2016 in Frankrijk. Ten tijde van de selectie was hij de speler met de meeste interlands achter zijn naam, gevolgd door middenvelder Kim Källström. Zweden werd uitgeschakeld in de groepsfase na nederlagen tegen Italië (0–1) en België (0–1) en een gelijkspel tegen Ierland (1–1). Hij speelde zijn laatste wedstrijd voor de nationale ploeg op woensdag 22 juni 2016 tegen België, net als spits Zlatan Ibrahimovic en middenvelder Kim Källström.

## Erelijst
Djurgårdens IF
- Zweeds landskampioen

2002, 2003
 PSV Eindhoven
- Johan Cruijff Schaal

2008
- KNVB Beker

2012